# أغسطس 2007
أغسطس 2007 هو الشهر الثامن من عام 2007 بدأ يوم الأربعاء، وانتهى يوم الجمعة، وامتد لواحد وثلاثين يومًا.

## بوابة:أحداث جارية
| \| 3 أغسطس 2007 (الجمعة) \| عدل \| تاريخ \| راقب \| تصفح \| |     |       |      |      |
| - اغتيال وكيل للسيستاني في النجف ومصرع أربعة جنود أميركيين وحظر تجول جزئي ببغداد (الجزيرة) - سول تتصل بطالبان وواشنطن لا تستبعد القوة لتحرير الرهائن (الجزيرة) - بريطانيا تعين مسؤولا بالأمم المتحدة مبعوثا إلى الشرق الأوسط (رويترز) - مصدر أمني: الشرطة المصرية ضربت رجلا حتى الموت (رويترز) - ليبيا تقترب من شراء أسلحة من مجموعة أوروبية (رويترز) - قتلى مدنيون بقصف هلمند وقوات التحالف تؤكد استهداف طالبان (الجزيرة) - واشنطن تجمد أصول مشتبه بصلاتهم بالعنف في لبنان (الجزيرة) |     |       |      |      |
| 3 أغسطس 2007 (الجمعة) | عدل | تاريخ | راقب | تصفح |

| \| 8 أغسطس 2007 (الأربعاء) \| عدل \| تاريخ \| راقب \| تصفح \| |     |       |      |      |
| - تركيا تحصل على وعد عراقي بشن حملة على مقاتلين اكراد (رويترز) - السعودية تقول الدولة الفلسطينية يجب أن تكون قابلة للحياة (رويترز) - جنوب السودان يسرح 25 الف جندي (رويترز) - الرئيس الجورجي يتهم روسيا بشن "غارة جوية" على بلاده (بي بي سي) - كارلوس سليم الحلو ينتزع من بيل غيتس لقب أغنى رجل في العالم-(سي إن إن) - بريطانيا تطلب إطلاق سراح خمسة معتقلين في غوانتانامو-(سي إن إن) |     |       |      |      |
| 8 أغسطس 2007 (الأربعاء) | عدل | تاريخ | راقب | تصفح |

| \| 9 أغسطس 2007 (الخميس) \| عدل \| تاريخ \| راقب \| تصفح \| |     |       |      |      |
| - قائد عسكري أمريكي يكشف تفاصيل تورط إيران في العراق-(سي إن إن) - شركات طيران أمريكية تقاضي CIA وFBI -(سي إن إن) - نائب هولندي يدعو إلى حظر القرآن (بي بي سي) - زلزال قوي يهز اندونيسيا (بي بي سي) - نجل القذافي يقر بتعرض الممرضات البلغاريات للتعذيب (الجزيرة) |     |       |      |      |
| 9 أغسطس 2007 (الخميس) | عدل | تاريخ | راقب | تصفح |

| \| 11 أغسطس 2007 (السبت) \| عدل \| تاريخ \| راقب \| تصفح \| |     |       |      |      |
| - طالبان: الإفراج عن الرهائن الكوريين ربما يتم خلال ساعات-(سي إن إن) - حماس تعتقل 32 من الموالين لحركة فتح في غزة-(سي إن إن) - معتمرون شيعة يطالبون بمحاكمة الشرطة الدينية في السعودية-(سي إن إن) - هاوارد يهدد المالكي بالانسحاب في ظل استمرار الجمود السياسي (الجزيرة) - قصف مدفعي متقطع للجيش اللبناني على نهر البارد (الجزيرة) - بداية صعبة للجولة الثانية لمفاوضات المغرب والبوليساريو (الجزيرة) |     |       |      |      |
| 11 أغسطس 2007 (السبت) | عدل | تاريخ | راقب | تصفح |

| \| 14 أغسطس 2007 (الثلاثاء) \| عدل \| تاريخ \| راقب \| تصفح \| |     |       |      |      |
| - خطف مسؤول نفطي عراقي ومقتل عشرة ببغداد (الجزيرة) - واشنطن تضم فتح الإسلام إلى قائمة الإرهاب (بي بي سي) - متمردون عرب في دارفور يقولون إنهم أسروا 12 جنديا سودانيا (رويترز) - نواب بريطانيون : مقاطعة حماس تحدث أثرا عكسيا (رويترز) - استقالة أبرز المستشارين السياسيين في البيت الأبيض-(سي إن إن) - مقتل 3 وإصابة 5 في إطلاق نار داخل كنيسة في ميزوري-(سي إن إن) |     |       |      |      |
| 14 أغسطس 2007 (الثلاثاء) | عدل | تاريخ | راقب | تصفح |

| \| 15 أغسطس 2007 (الأربعاء) \| عدل \| تاريخ \| راقب \| تصفح \| |     |       |      |      |
| - مقتل أكثر من 200 شخص وجرح أكثر من 500 في 4 تفجيرات في قرى ذات غالبية يزيدية في محافظة نينوى شمال العراق (بي بي سي) - مقتل ثمانية فلسطينيين في غارة إسرائيلية واقتتال داخلي في غزة (رويترز) - إعادة انتخاب نتنياهو زعيما لحزب ليكود (رويترز) - نصرالله يتوعّد إسرائيل بمفاجأة كبرى-(سي إن إن) - النفط يقترب من 73 دولاراً للبرميل-(سي إن إن) |     |       |      |      |
| 15 أغسطس 2007 (الأربعاء) | عدل | تاريخ | راقب | تصفح |

| \| 16 أغسطس 2007 (الخميس) \| عدل \| تاريخ \| راقب \| تصفح \| |     |       |      |      |
| - عدد قتلى تفجيرات سنجار يرتفع إلى 400 قتيل (بي بي سي) - عملية عسكرية واسعة في تورا بورا شرق أفغانستان (الجزيرة) - تشكيك بريطاني وسوداني في إحصاءات ضحايا دارفور (الجزيرة) - زلزال بقوة 7.9 درجة يضرب البيرو ويخلف عشرات الضحايا-(سي إن إن) - أمريكا: توسيع صلاحيات استخدام أقمار التجسس محلياً-(سي إن إن) |     |       |      |      |
| 16 أغسطس 2007 (الخميس) | عدل | تاريخ | راقب | تصفح |

| \| 17 أغسطس 2007 (الجمعة) \| عدل \| تاريخ \| راقب \| تصفح \| |     |       |      |      |
| - تحالف شيعي كردي بالعراق والسنة يلمحون لجبهة معارضة (الجزيرة) - الرياض تتهم دمشق بالإساءة إليها ونشر الفوضى (الجزيرة) - 30 مليار دولار مساعدات عسكرية أميركية لإسرائيل (الجزيرة) - 450 قتيلا ضحايا زلزال البيرو (الجزيرة) - فياض يقول ان الانتخابات المبكرة غير مجدية (رويترز) - شافيز يطلب من البرلمان تمديد رئاسته لفنزويلا حتى 2013-(سي إن إن) - تفاقم أزمة الأسواق العالمية-(سي إن إن) |     |       |      |      |
| 17 أغسطس 2007 (الجمعة) | عدل | تاريخ | راقب | تصفح |

| \| 18 أغسطس 2007 (السبت) \| عدل \| تاريخ \| راقب \| تصفح \| |     |       |      |      |
| - القوات الإسرائيلية تقتل اثنين من الفلسطينيين في الضفة الغربية (رويترز) - هولندا تستضيف المحكمة الخاصة بلبنان (رويترز) - 500 قتيل في زلزال البيرو والحصيلة مرشحة للارتفاع (الجزيرة) - الوكالة الدولية للطاقة الذرية تؤكد حدوث تقدم كبير في النووي الكوري (الجزيرة) - خطف طائرة تركية خلال توجهها من شمال قبرص إلى إسطنبول (العربية) |     |       |      |      |
| 18 أغسطس 2007 (السبت) | عدل | تاريخ | راقب | تصفح |

| \| 20 أغسطس 2007 (الإثنين) \| عدل \| تاريخ \| راقب \| تصفح \| |     |       |      |      |
| - غول يفشل في الجولة الأولى من الانتخابات الرئاسية التركية من جمع النصاب المطلوب للفوز بالرئاسة (العربية) - الكشف عن مخططات لضرب سفارات أمريكا وفرنسا وبريطانيا في السودان (العربية) - هجوم صاروخي إسرائيلي يؤدي إلى مقتل ستة ناشطين من حماس (رويترز) - رئيس الوزراء العراقي نوري المالكي يحث سوريا على كبح جماح المسلحين (رويترز) - الإعصار دين يجتاز جامايكا متجهاً نحو خليج المكسيك (الجزيرة) |     |       |      |      |
| 20 أغسطس 2007 (الإثنين) | عدل | تاريخ | راقب | تصفح |

| \| 22 أغسطس 2007 (الأربعاء) \| عدل \| تاريخ \| راقب \| تصفح \| |     |       |      |      |
| - بوش: تغيير حكومة المالكي متروك للعراقيين (الجزيرة) - الاتحاد الأوروبي يتدخل لإنقاذ غزة من "الغرق في الظلام" (العربية) - أردوغان يحذر الجيش من التدخل مع اقتراب غول من رئاسة تركيا (العربية) - طهران توافق على جدول زمني لكشف غموض برنامجها النووي-(سي إن إن) - تقرير سري: CIA علمت بهجمات 11/9 قبل وقوعها-(سي إن إن) |     |       |      |      |
| 22 أغسطس 2007 (الأربعاء) | عدل | تاريخ | راقب | تصفح |

| \| 24 أغسطس 2007 (الجمعة) \| عدل \| تاريخ \| راقب \| تصفح \| |     |       |      |      |
| - جمهوري بارز يطالب بالبدء في سحب القوات الأمريكية من العراق-(سي إن إن) - إسرائيل تنفي قتل عضو في حماس بغزة (بي بي سي) - الخرطوم تخرق حظر السلاح في دارفور (بي بي سي) - لبنانيون يعتصمون احتجاجا على السياسة الاقتصادية للحكومة (الجزيرة) - انفجار سيارة مفخخة بإقليم الباسك واتهامات لإيتا (الجزيرة) - عائلات مقاتلي فتح الإسلام يستعدون لمغادرة مخيم نهر البارد (العربية) - نيابة أمن الدولة المصرية تخلي سبيل نائبان من الأخوان المسلمين (العربية) |     |       |      |      |
| 24 أغسطس 2007 (الجمعة) | عدل | تاريخ | راقب | تصفح |

| \| 25 أغسطس 2007 (السبت) \| عدل \| تاريخ \| راقب \| تصفح \| |     |       |      |      |
| - حصيلة ضحايا حرائق اليونان ترتفع لـ41 شخصا (بي بي سي) - مقتل 7 في انفجار سيارة مفخخة شمالي بغداد (بي بي سي) - طالباني يرفض انتقاد أمريكا لحكومة المالكي ويؤكد دعم العراقيين لها (العربية) - غول يفشل للمرة الثانية في الفوز برئاسة تركيا ويترقب الجولة الثالثة (العربية) - مجلس الأمن يمدد تفويض قوات حفظ السلام في لبنان عاما اخر (رويترز) |     |       |      |      |
| 25 أغسطس 2007 (السبت) | عدل | تاريخ | راقب | تصفح |

| \| 26 أغسطس 2007 (الأحد) \| عدل \| تاريخ \| راقب \| تصفح \| |     |       |      |      |
| - المالكي يطالب هيلاري كلينتون بعدم اعتبار العراق ضيعة تملكها (العربية) - سفير السعودية بلبنان يغادر بيروت بعد "أخطر تهديد أمني" على حياته (العربية) - البرادعي ينتقد صفقة التسليح الأمريكية لدول المنطقة-(سي إن إن) - ضحايا تفجيرات حيدر آباد 43 والشرطة تعثر على 19 قنبلة (الجزيرة) - ضحايا حرائق اليونان يرتفع إلى 51 قتيلاً (الجزيرة) |     |       |      |      |
| 26 أغسطس 2007 (الأحد) | عدل | تاريخ | راقب | تصفح |

| \| 27 أغسطس 2007 (الإثنين) \| عدل \| تاريخ \| راقب \| تصفح \| |     |       |      |      |
| - جنبلاط يحذر حلفاءه من التساهل بشأن مرشح رئاسة الجمهورية (الجزيرة) - الشرطة العراقية تشتبك مع زوار للمقدسات الشيعية في كربلاء (رويترز) - إنفجار سيارة مفخخة بإقليم الباسك في إسبانيا والمؤشرات تتجه نحو منظمة إيتا-(سي إن إن) - والد الجندي الإسرائيلي المختطف شاليط ينفي وجود اتصالات مع مختطفي ابنه-(سي إن إن) - استقالة وزير العدل الأمريكي المتهم بتضليل الكونغرس (العربية) - الجيش التركي يحذر من جهود تقويض الدولة والنظام العلماني وذلك قبل يوم من فوز شبه مؤكد لعبد الله غول برئاسة تركيا (العربية) - شاهد في قضية لوكربي يعترف بانه كذب قد يعيد الإشتباه بسوريا حيث إنه سرق جهاز توقيت التفجير وسلمه لشرطي اسكتلندي بهدف إدانة ليبيا (العربية) |     |       |      |      |
| 27 أغسطس 2007 (الإثنين) | عدل | تاريخ | راقب | تصفح |

| \| 28 أغسطس 2007 (الثلاثاء) \| عدل \| تاريخ \| راقب \| تصفح \| |     |       |      |      |
| - انتخاب عبد الله غول رئيساً لتركيا (العربية) - طالبان توافق على إطلاق الرهائن الكوريين (الجزيرة) - 50 قتيلاً في مواجهات بين جيش المهدي وفيلق بدر في كربلاء-(سي إن إن) - أولمرت يبحث مع عباس قضايا الحدود والقدس واللاجئين الفلسطينيين-(سي إن إن) - 15 قتيلاً من الناتو في 5 أيام بأفغانستان-(سي إن إن) - ساركوزي يقول بأن الخيار العسكري ضد إيران له عواقب كارثية-(سي إن إن) - بان كي مون أمين عام الأمم المتحدة يقول بأنه يسعى لإرساء أسس للسلام في دارفور [=http://ara.today.reuters.com/news/newsArticle.aspx?type=topNews&storyID=2007-08-28T193022Z_01_OLR869746_RTRIDST_0_OEGTP-DARFUR-UN-AT4.XMLْْْ (رويترز)] - نائب رئيس الوزراء السوري عبد الله الدردري يصرح بأن الحكومة تعتزم إلغاء دعم الوقود تدريجياً (رويترز) |     |       |      |      |
| 28 أغسطس 2007 (الثلاثاء) | عدل | تاريخ | راقب | تصفح |

| \| 31 أغسطس 2007 (الجمعة) \| عدل \| تاريخ \| راقب \| تصفح \| |     |       |      |      |
| - 77 قتيلاً للجيش الأمريكي بأغسطس في العراق-(سي إن إن) - قائد أمريكي: الحل العسكري لا يكفي وحده لهزيمة طالبان-(سي إن إن) - غزة تشيع 5 قتلى بينهم 3 أطفال جراء قصف إسرائيلي-(سي إن إن) - سعر النفط يقفز إلى 74 دولاراً للبرميل-(سي إن إن) - اصطدام سفينتين قبالة شواطئ حيفا (الجزيرة) - الرئيس الباكستاني "لم يتخذ بعد قرارا" بالتنحي عن قيادة الجيش (العربية) - أفغانستان:انتهاء أزمة الرهائن الكوريين بالإفراج عن آخر 7 منهم (العربية) - اختطاف جنود باكستانيين قرب الحدود مع أفغانستان (بي بي سي) - بطرس حرب يعلن ترشحه للرئاسة في لبنان (بي بي سي) - إشبيلية تودع نجمها الشاب بويرتا (بي بي سي) |     |       |      |      |
| 31 أغسطس 2007 (الجمعة) | عدل | تاريخ | راقب | تصفح |